# Jordi de Juan i Casadevall
Jordi de Juan i Casadevall (l'Escala, 23 d'abril de 1967) és un advocat i polític català, diputat al Congrés dels Diputats en la VII Legislatura.

## Biografia
Llicenciat en dret per la Universitat Autònoma de Barcelona el 1990, el 1995 aprovà l'oposició al Cos d'Advocats de l'Estat i assolí la plaça d'advocat de l'Estat-Cap a Girona, alhora que fa classes a la Universitat Nacional d'Educació a Distància (UNED).
Ha estat sotssecretari d'organització del Partit Popular a Girona i vocal del comitè executiu i de la Junta Directiva del Partit Popular a Catalunya, al qual es va afiliar el 1991. Fou candidat a l'alcaldia de Girona a les eleccions municipals de 1999, i hi va ser elegit com a regidor i portaveu del Grup Popular a l'Ajuntament de Girona.
Fou elegit diputat per la circumscripció de Girona a les eleccions generals espanyoles de 2000 i ha estat secretari primer de la Comissió de Pressupostos del Congrés dels Diputats. No fou reelegit el 2004 i actualment treballa en Crowe Spain. També col·labora al diari Cinco Días.

## Obres
- Informe sobre las novedades introducidas en la nueva regulación del delito fiscal: algunas propuestas de mejora amb Miró Ayats i Vergés, ePraxis : Fundación Impuestos y Competitividad, 2013. ISBN 978-84-15529-97-2
- Per una bibliografia extensa vegeu: Obra de Jordi de Juan i Casadevall» a Dialnet.